# جامع خوجه تبه
جامع خوجه تبه (بالتركية: Kocatepe Camii)‏ هو مسجد جامع يقع في أنقرة عاصمة تركيا، من تصميم المهندس المعماري ودعت دالوكاي. تم افتتاحه سنة 1987 .